# 11765 Alfredfowler
A 11765 Alfredfowler (ideiglenes jelöléssel 9057 P-L) a Naprendszer kisbolygóövében található aszteroida. Cornelis Johannes van Houten,  Ingrid van Houten-Groeneveld és Tom Gehrels fedezte fel 1960. október 17-én.